# Nokia 6120c
Nokia 6120 — смартфон фірми Nokia. Дата анонсу - 17 квітня 2007.Смартфон працює на базі Symbian OS 9.2 з інтерфейсом S60, виконаний в класичному форм-факторі призначений для використання в мережах третього покоління та обладнаний додатковою камерою для відеодзвінків. Комплектація: телефон, акумулятор, зарядний пристрій, інструкція, стерео-гарнітура.
Це перший дводіапазонний смартфон Nokia з підтримкою UMTS/HSDPA, який також має чотирьохдіапазонний GSM, підтримуючи мережі 2G та 3G. Незважаючи на невеликий розмір в формі моноблоку, він отримав стандартні функції S60, а також має HSDPA (3.5G). Його вага - 89 грамів.
Не варто плутати його з Nokia 6120 - зовсім іншим телефоном 1997 року.

## Зміни в інтерфейсі
Інтерфейс не має як 3D анімованих елементів меню, так і деяких програм, таких як секундомір. Однак, оскільки смартфон працює на Symbian, можна встановити сторонні програми, щоб повернути цю функціональність.

## Журнал змін вбудованого ПЗ[4]

### Версія 3.83
- Покращено роботу браузера
- Покращено сумісність аксесуарів Bluetooth
- Оптимізована швидкість передачі даних в браузері через HSDPA
- Покращено відтворення стереофонічних мелодій через гарнітуру Bluetooth-500
- Покращено обробку DRM контенту
- Змінено деякі налаштування точок доступу
- Покращено зовнішній вигляд піктограми Java в активному режимі очікування
- Покращено масштабування піктограми Java MIDlet
- Збереження посилання не запитується автоматично після трансляції
- Покращено надійності відновлення резервних копій
- Оновлено сертифікат програми Switch
- Оновлено стрічки локалізації в "Інструкціях"
- Додано підтримку угорської мови до російськомовного пакету
- Загальні покращення протоколів
- Оптимізовано споживання енергії в режимі очікування
- Оновлено список операторів
- Покращено видалення піктограми переадресації виклику після перезавантаження

### Версія 4.21
- Покращення контактної книги
- Покращення перекладу
- Покращення функціональності браузеру
- Покращення стеку HSDPA
- Загальні покращення Java
- Оновлено список операторів

### Версія 5.11
- Підтримка нового компоненту пам'яті
- Місто Дарвін додано в Світовий Час
- Покращено керування DRM
- Оновлено список імен оператора

### Версія 6.01
- Оновлено вміст "Інструкцій"
- Оптимізовано текст для програми керування дзвінками
- Оновлено іспанський переклад
- Оновлено список імен операторів

### Версія 6.51
- Виправлено проблеми з Bluetooth-підключенням
- Покращено функцію електронної пошти
- Покращено сертифікат безпеки

### Версія 7.02
- Покращено якість звуку

### Версія 7.10
- Видалено гру "Highroller Casino"
- Додано програму "My Nokia"
- Видалено деякі стандартні рингтони
- Додано Opera Mini

### Версія 7.20
- Виправлено баг X-plore, при якому смартфон перезавантажувався при відкритті невідомого файлу

## Nokia 6121 classic
Nokia 6121 classic - перший UMTS900 пристрій на ринку. Він був в п'яти кольорах: чорний, синій, білий, золотий та рожевий. 6120 classic та 6121 classic відрізняють лише різні частоти 3G.

## Nokia 6122 classic
Єдина відмінність від 6120 classic - змінена оболонка.

## Nokia 6124 classic
Версія 6120 classic від Vodafone. Відмінності - трохи кругліша форма та інше розміщення кнопок.

## NM705i/706i
FOMA NM705i - версія 6120 classic від NTT DoCoMo, випущена в березні 2008. В телефоні немає можливості встановлювати нативні програми, а також відсутнє HSDPA та клієнт електронної пошти. Натомість він має i-mode програми (браузер, електронна пошта та інші) замість MIDP програм, MMS та веб-браузеру Nokia. Доступні кольори: чорний, білий та оранжевий.
Пізніше, в серпні того ж року, анонсований FOMA NM706i має дизайн 6124 classic та характеристики NM705i. Доступні кольори: чорний, червоний та срібний (замість оранжевого та білого).

## Особливості
Американська версія 6120 classic має підтрику UMTS 850/2100 МГц, 6121 classic - UMTS 900/2100 МГц з HSDPA. Обидві моделі підтримують чотирьохдіапазонний GSM. Швидкість завантаження на мережі HSDPA - 3 мбіт/с. NM750i підтримує підключення FOMA 800/850 МГц та 2 ГГц. 
Всі моделі мають фронтальну камеру для відео-викликів. Розширення камери - 320x240, оскільки відео-виклики показуються лише на інших телефонах. Фронтальна камера також може бути використана для зйомки автопортретів. Задня камера має 2 мегапікселі з 4-кратним цифровим збільшенням та підтримкою панорамних фотографій, але не має автофокусу.
Nokia почали позбуватись традиційного пропрієтарного Pop-Port. Смартфон має стандартний роз'єм Mini USB, який не заряджає батарею. Коли підключений USB-кабель, телефон запитує користувача, який тип підключення потрібно зробити, з вибором медіа-програвача, ПЗ PC-Suite або передавання даних. Передавання даних дозволяє працюєвати як пристрій сховища (доступ до microSD карти в телефоні), що робить з нього кардридер.
Також смартфон має 4-компонентний роз'єм 2.5мм для гарнітури в комплекті. Коли гарнітура під'єднана, вона може працювати як антена для FM радіо та Visual Radio.
Є можливість підключити 3-компонентний 2.5мм до 3.5мм адаптер для використання стандартних навушників, але, оскільки звичайні навушники не мають мікрофон, це може бути використано лише для прослуховування та перегляду медіа-контенту. Аудіо-плеєр підтримує MP3, M4A, eAAC+ та WMA формати. Захищене аудіо iTunes не є сумісним, однак музика iTunes Plus може бути відтворена.
Смартфон може записувати QVGA відео з розширенням 320x240@15fps. Фронтальна камера також може записувати відео, але в розширенні 176x144.
Для перегляду відео смартфон має підтримку H.264/MPEG-4 AVC, H.263 та RealVideo 7,8,9,10.
Смартфон працює в середовищі Java ME, зі встановленими MIDP 2.0 та CLDC 1.1. В NM705i Java вимкнено, оскільки вони замінені i-mode програмами.